# Gazprom-Media
Gazprom-Media (ros. Газпром-Медиа) – rosyjskie przedsiębiorstwo mediowe założone w 1998 roku.
Jego portfolio obejmuje szereg naziemnych kanałów telewizyjnych: NTV, TNT, Friday!, TV-3, TNT4, Match TV, 2x2.